# Радомски окръг (Мазовско войводство)
Радомски окръг (на полски: Powiat radomski) е окръг в Източна Полша, Мазовско войводство. Заема площ от 1529,78 км2. Административен център е град Радом, който не е част от окръга.

## География
Окръгът се намира в историческия регион Малополша. Разположен е в южната част на войводството.

## Население
Населението на окръга възлиза на 150 668 души (2013 г.). Гъстотата е 98 души/км2.

## Административно деление
Административно окръгът е разделен на 13 общини.
Градска община:
- Пьонки

Градско-селски общини:
- Община Илжа
- Община Скаришев

Селски общини:
- Община Вежбица
- Община Волянов
- Община Гозд
- Община Закшев
- Община Йедлинск
- Община Йедълня-Летниско
- Община Коваля
- Община Пшитик
- Община Пьонки
- Община Ястшембя

## Галерия
- Пьонки
- Илжа
- Скаришев